# バーナード・フレイバーグ (初代フレイバーグ男爵)

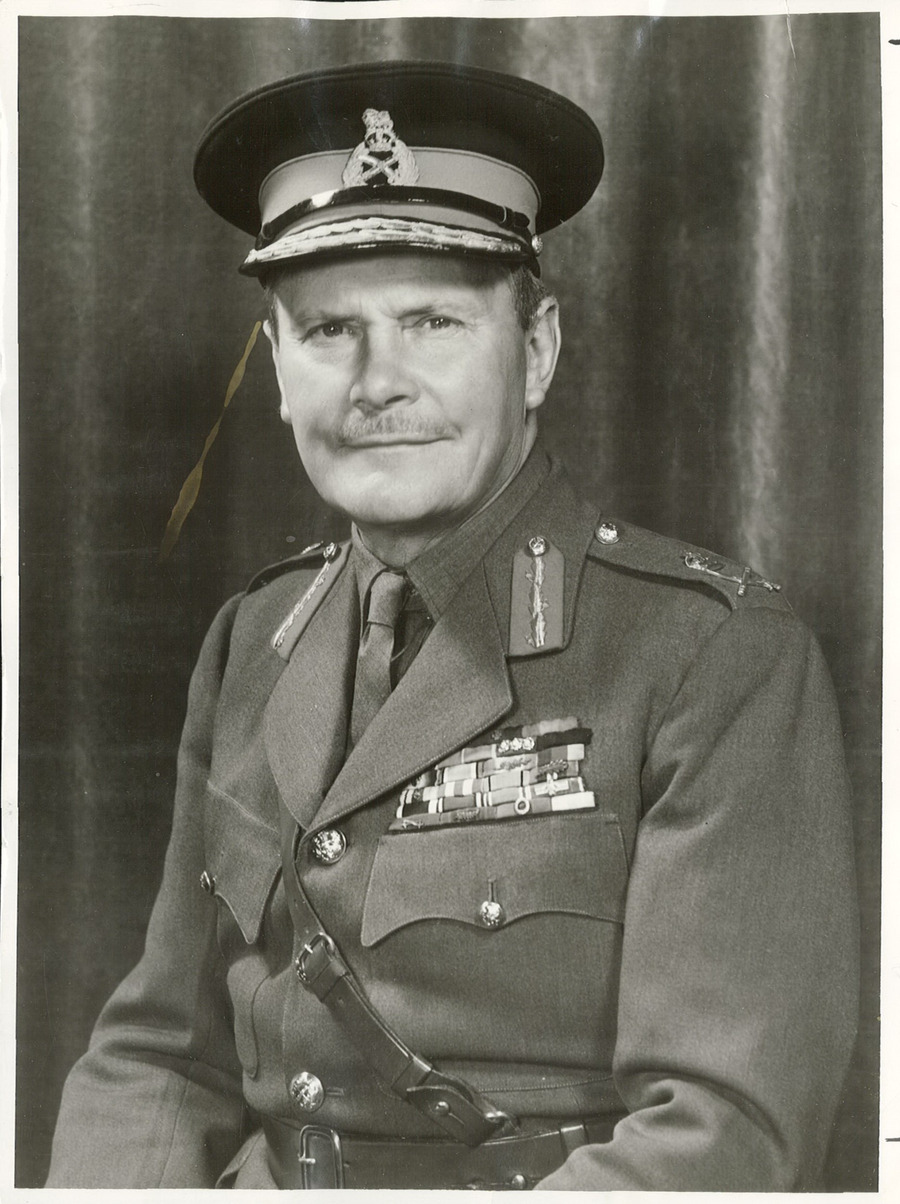
1952年の初代フレイバーグ男爵バーナード・フレイバーグ

初代フレイバーグ男爵バーナード・シリル・フレイバーグ（英: Bernard Cyril Freyberg, 1st Baron Freyberg, VC, GCMG, KCB, KBE, DSO& Three Bars、1889年3月21日 - 1963年7月4日）は、イギリスの陸軍軍人、政治家。
二度の世界大戦に従軍した後、1946年から1952年にかけてニュージーランド総督を務めた。

## 経歴
1889年3月21日、ジェイムズ・フレイバーグの息子としてイングランド・サリー州・リッチモンドに生まれる。
家族とともに幼い頃に英領ニュージーランド・ウェリントンへ移住した、同地のウェリントン・カレッジを卒業した。
ウェリントンで歯科医をしていたが、1914年3月にはメキシコに行き、パンチョ・ビリャの軍に大尉として参加した。
第一次世界大戦が勃発すると海軍大臣ウィンストン・チャーチルの声掛けで王立海軍予備員の少尉となり、ガリポリの戦いに参加した。1916年5月には陸軍に大尉として移り、フランスで戦った。一次大戦中、9回負傷し、6回殊勲者公式報告書に名前が載る勇戦をした。階級は大尉でありながら、仮准将（temporary brigadier-general）を務めたこともある。
1922年の総選挙では南カーディフ選挙区の自由党候補として庶民院議員選挙に立候補したが、落選している。1927年に少佐に昇進。1930年と1931年にはマンチェスター連隊の第一大隊長に就任した。1929年には中佐、1931年には大佐に昇進した。
1933年9月には陸軍省に勤務。1934年7月に少将に昇進した。
第二次世界大戦が勃発すると第2ニュージーランド遠征軍と第2ニュージーランド師団の司令官に就任し、クレタ島の戦いや北アフリカ戦線、イタリア戦線などで指揮を執った。1942年には中将に昇進した。
戦後の1946年から1952年にかけてニュージーランド総督を務めた。
在任中の1951年10月に連合王国貴族フレイバーグ男爵に叙され、貴族院議員に列した。
1953年から1963年にかけて名誉職のウィンザー城副城守兼副総督（Deputy Constable and Lieutenant-Governor of Windsor Castle）を務めた。
1963年7月4日にバークシャー・ウィンザーで死去した。爵位は息子ポール・フレイバーグが継承した。

## 栄典

### 爵位
1951年10月19日に以下の爵位を新規に叙される。
- ニュージーランドにおけるウェリントンの、およびサリー州におけるムンステッドの初代フレイバーグ男爵
(1st Baron Freyberg, of Wellington in New Zealand and of Munstead in the County of Surrey)
(勅許状による連合王国貴族爵位)

### 勲章
- 1918年・1945年、殊功勲章コンパニオン (DSO)[1]
- 1916年12月15日、ヴィクトリア十字章 (VC)[1][11]
- 1919年、聖マイケル・聖ジョージ騎士団(勲章)コンパニオン (CMG) [1]
- 1936年、バス騎士団(勲章)コンパニオン (CB)[1][12]
- 1942年、バス騎士団ナイト・コマンダー (KCB)[1][13]
- 1942年、大英帝国騎士団(勲章)ナイト・コマンダー (KBE)[1]
- 1946年、聖マイケル・聖ジョージ騎士団ナイト・グランド・クロス (GCMG)[1]

## 家族
1922年6月14日に陸軍軍人ハーバート・ジキル大佐の娘バーバラ・ジキルと結婚。彼女との間に爵位を継承する一人息子ポール・フレイバーグを儲けた。